# حاجی‌شاه
حاجی‌شاه (به انگلیسی: Haji Shah) یک منطقهٔ مسکونی در پاکستان است که در پنجاب واقع شده‌است.